# Bianchi (entreprise)
Pour les articles homonymes, voir Bianchi.

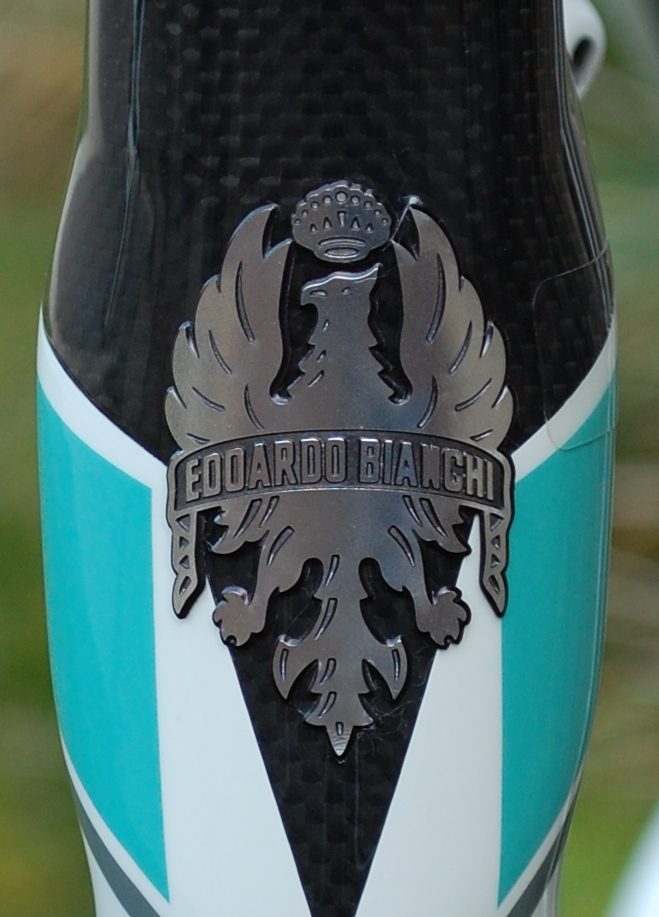
L'emblème de la marque sur le cadre.

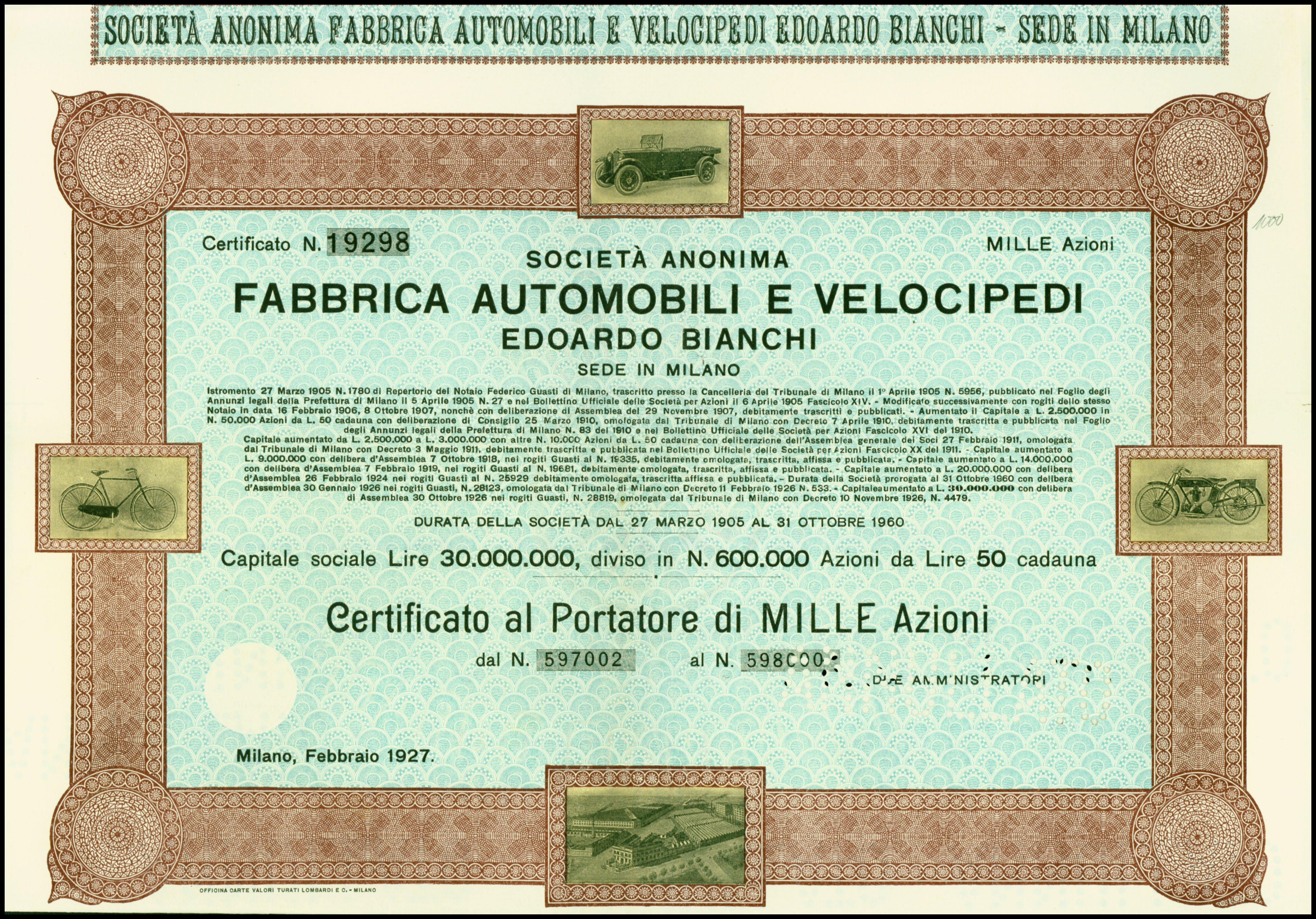
Action de la Fabbrica Automobili e Velocipedi Edoardo Bianchi en date de février 1927.

La société F.I.V. Edoardo Bianchi, plus connue sous le simple nom de Bianchi, est une société italienne spécialisée dans la production de bicyclettes qui a été fondée à Milan en 1885 par Edoardo Bianchi. L'entreprise se lancera, des années plus tard, dans la production d'automobiles, de motos et de camions.

## Histoire

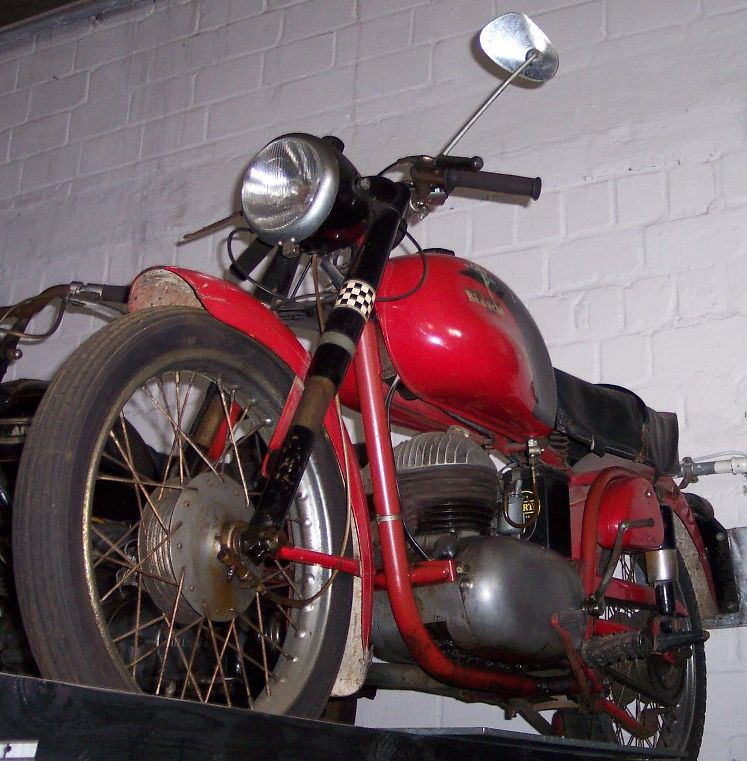
Une Bianchi Mendola de 1960.

Créée en 1885 et spécialisée dans la conception et la fabrication de bicyclettes, l'entreprise se lance dès 1899 dans la fabrication de véhicules motorisés, d'abord des motocyclettes puis des automobiles sous la marque Fabbrica Automobili e Velocipedi Edoardo Bianchi.
En 1901, Edoardo Bianchi dévoilait le premier vélo qui disposait d’une transmission par cardan. En 1913, il inventait le système de freinage avant.
En 1902, Edoardo Bianchi réalisa un tricycle à moteur De Dion-Bouton. Puis un quadricycle dérivé de celui-ci. Il proposa alors une gamme de six modèles de voitures équipées de moteur Aster, De Dion ou de sa propre conception. La particularité de ces véhicules réside en un double châssis protégeant la mécanique. De plus, Bianchi offrait une assistance à domicile et deux jours d'auto-école à l'achat de l'un de ses véhicules. La firme milanaise était alors en concurrence avec le constructeur turinois Fiat. Bianchi créa la type A en plusieurs variantes pour venir concurrencer la Fiat Type Zero. Rapidement, Bianchi créa un département compétition permettant à la firme de s'illustrer en Italie comme dans le reste de l'Europe.
En 1914, ses productions se répartissaient ainsi : 45 000 bicyclettes, 1 500 motos et 1 000 automobiles.
La société Bianchi participa officiellement aux courses cyclistes et motocyclistes. Parmi ses principaux pilotes on notera le jeune Tazio Nuvolari.
L'entreprise débuta la fabrication de camions dans les années 1930 et cette activité fut particulièrement florissante durant la Seconde Guerre mondiale pour équiper l'armée italienne. Cette activité dura peu de temps après la fin de la guerre car l'entreprise avait souffert des bombardements et la reconstruction des usines était laborieuse.
En 1955, la fabrication automobile reprend avec la création de la marque Autobianchi, en association avec les deux patrons d'industries les plus importantes d'Italie, Gianni Agnelli patron de la puissante Fiat SpA et Leopoldo Pirelli patron éponyme du groupe Pirelli
Mais l'entreprise F.I.V. Bianchi poursuit ses activités de fabricant de cycles et motocycles avec notamment la Bianchina, petite moto de 125 cm³ et l'Aquilotto, petit moteur auxiliaire à monter sur une bicyclette.
La participation dans Autobianchi sera cédée aux autres actionnaires en 1958 et sera intégrée au groupe Fiat SpA en 1968.
En 1959, la société Bianchi recrute un ingénieur responsable du bureau d'études, Lino Tonti. Grâce à lui, le constructeur milanais connait un beau développement avec les nouvelles motos bicylindres à deux arbres à cames les Bianchi 250-350-500, qui marqueront le retour de la marque dans les Grands Prix en 1960. Bianchi produira également la MT61, moto destinée à l'armée italienne et aux forces de l'ordre, le scooter Orsetto 80 et la moto sportive Sila 175.
Les années 1960 verront le fantastique essor de l'automobile et la brusque chute des ventes de motos et de bicyclettes. La société, comme tous ses concurrents en Europe, va connaître des années très difficiles, certains vont disparaître. À la fin de l'année 1964, la production des motos passera sous la responsabilité de Bianchi Velo, la division cycliste implantée Viale Abruzzi, à Milan. L'unité motos sera reprise en 1967 par Piaggio.
En mai 1997, Bianchi Velo intègre le groupe Cycleurope, le plus important fabricant de vélos au monde. Les marques du groupe Bianchi sont venues compléter celles de Cycleurope, en créant un regroupement unique sur le marché qui peut offrir le plus grand éventail de produits jamais imaginé.

## Gamme
Camion :
La gamme d'avant guerre :
- Bianchi Mediolanum 36 1930 - 1939
- Bianchi Mediolanum 68A 1938 - 1939
- Bianchi Miles 1939 - 1945

La gamme d'après guerre :
- Bianchi Fiumaro, 1950 - 1956
- Bianchi Filarete, 1952 - 1958
- Bianchi Visconteo, 1952 - 1959
- Bianchi Audax
- Bianchi Sforzesco
- Autobianchi Ambrosiano, 1958 - 1960
- Autobianchi Scaligero 1959 - 1968
- Autobianchi Estense 1959 - 1968

Aucun véhicule industriel ne sera produit par Autobianchi après 1968.

## Bianchi aujourd'hui
C'est toujours l'une ou la marque la plus prestigieuse de vélos de course au monde. Nombre de grands champions ont couru avec ces vélos comme Giovanni Gerbi (le diable rouge), Costante Girardengo, Fausto Coppi, Felice Gimondi, Marco Pantani et Vincenzo Nibali.
Les fabrications Bianchi ne sont pas exclusivement limitées aux produits de haute compétition, mais elles diffusent également des vélos de tourisme, des mountain bike et BMX.

## Sponsoring
- Équipe cycliste Bianchi
- Équipe cycliste masculine BikeExchange